# Rio Ablach
 Ablach  é um rio da Alemanha que nasce em Baden-Württemberg e desagua no rio Danúbio.

## Galeria

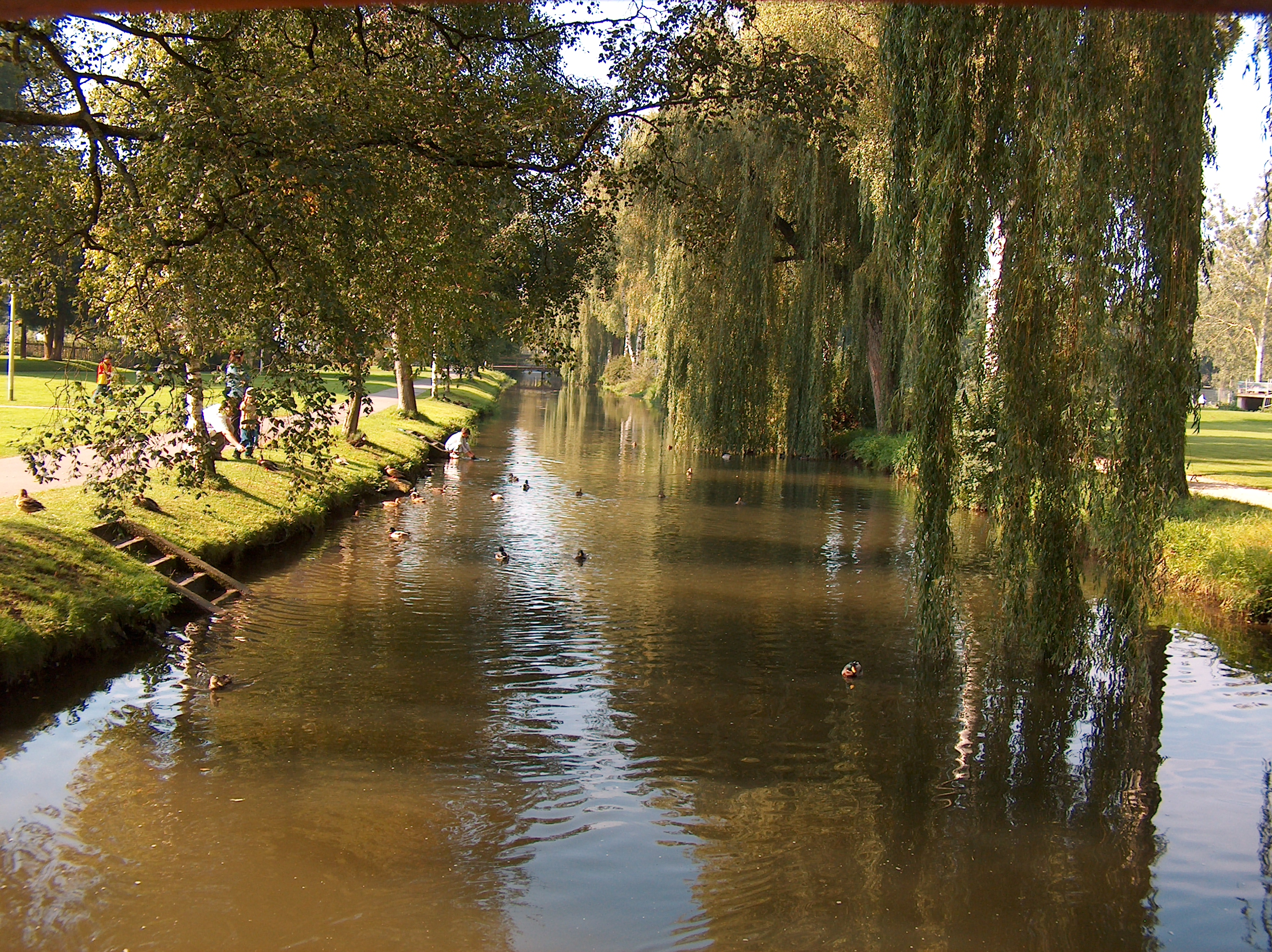
Rio Ablach